# ロン・ギルバート
ロン・ギルバート（英：Ron Gilbert）は、アメリカ合衆国のコンピュータゲームデザイナー、プログラマ、プロデューサー。
ルーカスアーツでの名作アドベンチャーゲーム（マニアックマンションやモンキーアイランドシリーズの初期2作品）で知られている。Humongous Entertainment と関連企業 Cavedog Entertainment の共同創業者でもある。インタラクティブなストーリー展開を得意とした。Humongous Entertainment を離れた後、Shelley Day と共に Hulabee Entertainment を創業した。現在はバンクーバーにある Hothead Games の開発スタジオでクリエイティブ・ディレクターとして働いている。

## 経歴
1983年、まだ学生だったころに Tom McFarlane と共に Graphics Basic というプログラムを作成した。これをサンフランシスコ・ベイエリアの企業HESwareに売り、その縁で仕事を依頼される。HESwareで約半年働きコモドール64 (C64) 向けのアクションゲームを開発したが、会社が倒産したため結局リリースされなかった。その直後、ルーカスフィルム・ゲームズに就職（後のルーカスアーツ）。そしてまず、Atari 800 用ゲームを C64 に移植する仕事を行った。
1985年、グラフィックス・アーティストの Gary Winnick と共にオリジナルのゲームを開発する機会を与えられた。そして完成した『マニアックマンション』は、暗いヴィクトリア朝風のマンションにマッドサイエンティストやその家族や謎の地球外生命が住んでいるという設定だった。
ギルバートはこのゲームの開発のためにスクリプト言語 Script Creation Utility for Maniac Mansion (SCUMM) を生み出した。その後のルーカスアーツのアドベンチャーゲームには常にSCUMMが使われた。開発用に内部で使っているツールであるにもかかわらず、SCUMMの名はゲーマーの間では有名になった（ゲーム内で楽屋落ち的にSCUMMの名が出てくるため）。
その後もルーカスアーツでアドベンチャーゲームを作り続けて成功を収めたが、1992年に退職し、ルーカスアーツのプロデューサーだった Shelley Day と共に Humongous Entertainment を創業。そこでは、主に子供向けのアドベンチャーゲームを開発した。それらのゲームでもSCUMMから派生したエンジンを使っている。1995年には子供向けでないゲームを開発する Cavedog Entertainment という会社も立ち上げた。Cavedogでは『トータルアニヒレーション』のプロデュースを行い、Good & Evil というゲームにもとりかかった。Good & Evil は様々なテーマとシステムを導入した意欲作で、何度かプレビューも行われたが、1999年にCavedogが倒産したために開発中止となった。GameSpotがCavedog倒産後に行ったインタビューでギルバートは、会社経営とゲームデザインを同時に行おうとして Good & Evil プロジェクトがうまく行かなかったと述べている。
2005年、Grumpy Gamer というブログを開始し、ゲーム業界について論評を行うようになった。時には Voodoo Vince のデザイナー Clayton Kauzlaric と共にアニメーションを作って公開している。
2007年1月、ギルバートは World of Warcraft のサーバ Quel'Dorei 内に Threepwood という名のモンキーアイランド専門ギルドを作った。
2007年5月、Hothead Games と共同で Penny Arcade というウェブコミックをベースとしたゲームを開発した。
2008年1月、Hothead Games でクリエイティブ・ディレクターとして働くようになり、DeathSpankというアドベンチャーRPGの開発を開始した。しかし、その後も Hothead とは関係ない仕事もしており、Telltale Games の Tales of Monkey Island の開発初期段階にも関わった。これはモンキーアイランドシリーズの5作目にあたり、ギルバートがこのシリーズに関わったのは2作目（1991年）以来のことである。

## 主な作品
- マニアックマンション (1987), 脚本、監督、美術、プログラマ。ルーカスアーツ (LucasFilm Games)
- ザックマクラッケン (1988), 脚本。ルーカスアーツ (LucasFilm Games)
- インディジョーンズ 最後の聖戦 (1989), 脚本。ルーカスアーツ (LucasFilm Games)
- モンキーアイランド (1990), 脚本、監督。ルーカスアーツ (LucasFilm Games)
- モンキーアイランド2  (1991), 脚本、プログラマ。ルーカスアーツ (LucasFilm Games)
- トータルアニヒレーション (1997), プロデューサー
- Penny Arcade Adventures (2008), 脚本/デザインのコンサルタント。Hothead Games
- Deathspank (2009), デザイン。Hothead Games
- w:Thimbleweed Park(2016年予定)